# Callophrys pigmentocarens
Callophrys pigmentocarens är en fjärilsart som beskrevs av Ruggero Verity 1926. Callophrys pigmentocarens ingår i släktet Callophrys och familjen juvelvingar. Inga underarter finns listade i Catalogue of Life.